# Cybiosarda elegans
Cybiosarda elegans és una espècie de peix de la família dels escòmbrids i de l'ordre dels perciformes.

## Morfologia
Els mascles poden assolir els 45 cm de longitud total i els 2 kg de pes.

## Distribució geogràfica
Es troba al nord d'Austràlia i al sud de Papua Nova Guinea.